# Conrad Hermann
Conrad Hermann (* 30. Mai 1819 in Anger bei Leipzig; † 15. Juli 1897 in Klosterlausnitz) war ein deutscher Philosoph und Hochschullehrer.

## Leben
Hermann, der Sohn des Philologen Gottfried Hermann, besuchte ab der Sekunda die Thomasschule in Leipzig. Hernach studierte er in Leipzig und Berlin, wurde 1840 promoviert und habilitierte sich 1849 in Leipzig, wo er ab dem Wintersemester desselben Jahres auch Lehrveranstaltungen abhielt, seit 1861 als außerordentlicher, ab 1881 schließlich als ordentlicher Honorar-Professor.
Er war ein Schüler Hegels und beschäftigte sich vor allem mit der Geschichte der Philosophie. Er ertrank während eines Kuraufenthaltes im Kurbad Klosterlausnitz.
Conrad Hermann wurde in der IX. Abteilung des Neuen Johannisfriedhofs beerdigt.

## Werke
- Philosophische Grammatik. Leipzig: Fleischer 1858. (Unveränd. Nachdruck: Frankfurt: Minerva 1988.)
- Das Problem der Sprache und seine Entwickelung in der Geschichte. Dresden: Kuntze 1865. (zeitgenössische Rezension)
- Die Sprachwissenschaft nach ihrem Zusammenhange mit Logik, menschlicher Geistesbildung und Philosophie. Leipzig: Teubner 1875. (Unveränd. Nachdruck: Frankfurt: Minerva 1990.)
- Aesthetische Farbenlehre. Leipzig: Moritz Schäfer 1876. (online im Project Gutenberg)